# كريستيان مونيوث كوريلز
كريستيان مونيوث كوريلز (بالإسبانية: Cristián Muñoz Corrales)‏ هو لاعب كرة قدم تشيلي في مركز الوسط، ولد في 15 يوليو 1983 في سانتياغو في تشيلي. شارك مع منتخب تشيلي تحت 20 سنة لكرة القدم ومنتخب تشيلي لكرة القدم. أما مع النوادي، فقد لعب مع سانتياغو واندررز وسبورت بويز ولاسيرينا ونادي أونيفرسيداد دي تشيلي ونادي كوكيمبو أونيدو.

## وصلات خارجية
- كريستيان مونيوث كوريلز على موقع قاعدة بيانات كرة القدم.إي يو (الإنجليزية)
- كريستيان مونيوث كوريلز على موقع Soccerway.com (الإنجليزية)
- كريستيان مونيوث كوريلز على موقع عالم كرة القدم.نت (الإنجليزية)
- كريستيان مونيوث كوريلز على موقع AS.com (الإسبانية)